# Inscudderia strigata
Inscudderia strigata är en insektsart som först beskrevs av Scudder, S.H. 1898.  Inscudderia strigata ingår i släktet Inscudderia och familjen vårtbitare. Inga underarter finns listade i Catalogue of Life.